# Christine Schorn
Christine Schorn (née le 1er février 1944 à Prague) est une actrice allemande.

## Biographie
Christine Schorn est le troisième enfant du couple d'acteurs Peter Schorn et Alice Marianne Emilie Scheimer (nom de scène: Elisabeth von Wielander). Après une fuite de Prague vers Salzbourg, elle grandit à Kiel puis vient au début des années 1950 à Berlin. À 16 ans, elle décide de devenir actrice et s'inscrit à une école dramatique. Comme elle est trop jeune, elle travaille comme blanchisseuse et vendeuse puis s'inscrit de 1961 à 1964 à l'académie.
Elle fait ses débuts en 1963 au Deutsches Theater dans une pièce de Viktor Sergueïevitch Rozov qui obtient un grand succès. Elle joue toujours aujourd'hui pour ce théâtre. De 1973 à 1980, elle s'arrête pour se consacrer à sa vie privée et donner naissance à sa fille. Elle apparaît aussi souvent à la télévision.
Dans les films Nachtspiele et en particulier Die Beunruhigung, elle met tout son talent d'actrice à l'épreuve.
Après la réunification, elle poursuit sa carrière au théâtre et dans la série Polizeiruf 110. Le public ouest-allemand la découvre dans la série satirique Wir sind auch nur ein Volk, qui révèle aussi Manfred Krug. Elle participe aussi aux grands succès que sont Good Bye, Lenin! et Frei nach Plan. Elle est de nouveau récompensée pour un second rôle dans celui d'une mère malade dans la tragicomédie Das Leben ist nichts für Feiglinge.

## Filmographie
Cinéma
- 1972 : Le Troisième (Der Dritte)
- 1974 : Les Affinités électives (Wahlverwandtschaften) de Siegfried Kühn
- 1978 : Addio, piccola mia
- 1978 : Nachtspiele
- 1979 : Heute abend morgen früh
- 1980 : Unser kurzes Leben
- 1981 : Back to Haifa
- 1982 : L'Inquiétude (Die Beunruhigung)
- 1983 : Die Schüsse der Arche Noah
- 1983 : Weiberwirtschaft
- 1983 : Verzeihung, sehen Sie Fußball?
- 1984 : Eine sonderbare Liebe
- 1985 : La Femme et l'Étranger (Die Frau und der Fremde)
- 1986 : Blonder Tango
- 1987 : Vernehmung der Zeugen
- 1987 : Liane
- 1989 : Der Magdalenenbaum
- 1990 : Versteckte Fallen
- 1991 : Scheusal
- 1991 : Superstau
- 1991 : Le Soupçon (Der Verdacht)
- 1994 : Henri le Vert
- 1997 : Im Namen der Unschuld
- 2000 : Verzweiflung
- 2002 : Halbe Treppe
- 2003 : Good Bye, Lenin!
- 2003 : Irgendwas ist immer
- 2004 : Triple arnaque
- 2006 : Rien que des fantômes
- 2008 : Frei nach Plan
- 2008 : Novemberkind
- 2009 : Giulias Verschwinden
- 2011 : Pour lui (Halt auf freier Strecke)
- 2011 : Männerherzen - und die ganz ganz große Liebe
- 2012 : Willkommen in Kölleda
- 2012 : Jesus liebt mich
- 2013 : Harry nervt
- 2013 : Das Leben ist nichts für Feiglinge
- 2014 : Das Zimmermädchen Lynn

Téléfilms
- 1965 : Die Heinitzer
- 1968 : Zeit ist Glück
- 1969 : Zwei in einer kleinen Stadt
- 1969 : Jeder stirbt für sich allein
- 1970 : Kein Mann für Camp Detrick
- 1972 : Kabale und Liebe
- 1973 : Scheidungsprozess
- 1973 : Erziehung vor Verdun
- 1979 : Die Gänsehirtin am Brunnen
- 1981 : Schwarzes Gold
- 1982 : Steckbrieflich gesucht
- 1986 : Ernst Thälmann
- 1986 : Weihnachtsgeschichten
- 1988 : Rapunzel oder der Zauber der Tränen
- 1990 : Der kleine Herr Friedemann
- 1990 : Die Ritter der Tafelrunde
- 1995 : À côté du temps
- 1999 : Die Mörderin
- 2001 : Paulas Schuld
- 2002 : Mein Vater
- 2002 : Pommery und Putenbrust
- 2004 : Mogelpackung Mann
- 2005 : Une mère pour Anna
- 2005 : Pommery und Hochzeitstorte
- 2005 : Die Nachrichten
- 2006 : Pommery und Leichenschmaus
- 2006 : Quand la vie recommence...
- 2007 : Mon rêve pour Noël
- 2009 : Das Glück ist eine ernste Sache
- 2009 : L'Espoir est dans le lac
- 2011 : Le Train de 8h28
- 2011 : La Faille du diable
- 2013 : Einmal Leben bitte!
- 2022 : Alle reden übers Wetter d'Annika Pinske :

Séries télévisées
- 1965 : Dr. Schlüter (5 épisodes)
- 1976 : Polizeiruf 110 : Bitte zahlen
- 1981 : Polizeiruf 110 : Der Schweigsame
- 1982 : Spuk im Hochhaus
- 1983 : Polizeiruf 110 : Auskünfte in Blindenschrift
- 1987 : Polizeiruf 110 : Abschiedslied für Linda
- 1991 : Polizeiruf 110 : Ein verhängnisvoller Verdacht
- 1994 : Wir sind auch nur ein Volk
- 1995 : Polizeiruf 110 : Jutta oder Die Kinder von Damutz
- 1997 : Polizeiruf 110 : Über den Tod hinaus
- 1997 : Polizeiruf 110 : Der Sohn der Kommissarin
- 1998 : Wolff, police criminelle (un épisode)
- 2000 : Auf eigene Gefahr (un épisode)
- 2001 : L'Empreinte du crime (un épisode)
- 2002 : Polizeiruf 110 : Memorie
- 2002 : Abschnitt 40 (un épisode)
- 2004 : Hexen - Magie, Mythen und die Wahrheit (un épisode)
- 2007 : Polizeiruf 110 : Tod in der Bank
- 2007 : Polizeiruf 110 : Farbwechsel
- 2010 : Polizeiruf 110 : … und raus bist du!
- 2011 : Der Tatortreiniger (un épisode)